# Pierre Guilleux
 Pierre Guilleux, né le 15 décembre 1924 à Usseau et mort le 20 novembre 2020 à Dax,, est un sportif français ayant pratiqué à haut niveau plusieurs sports, : football, handball à onze (2 sélections en équipe de France), rugby à XV (2 sélections en équipe de France) et tennis.

## Carrière de joueur
Pendant la Seconde Guerre mondiale, Pierre Guilleux joue au football avec le Chamois niortais de 1942 à 1944 et devient champion de France de 4e division.
Il pratique aussi le handball à onze avec le Stade niortais et réalise en 1943 le doublé Championnat-Coupe de France, échouant l'année d'après en finale du Championnat,. En 1948, il est également sélectionné à 2 reprises en équipe de France, évoluant comme gardien de but contre la Suisse et le Portugal,.
Viens ensuite la période rugby à XV, d'abord sous le maillot du Stade niortais puis, une fois son diplôme d'éducation physique et sportive en poche, du SU Agen. Il évolue d'abord en équipe réserve pour cause de licence rouge puis intègre ensuite l'équipe fanion, à l'ouverture puis à l'arrière. En équipe de France, il dispute deux matchs : le 16 février 1952 contre l'équipe d'Afrique du Sud puis le 17 mai 1952 contre l'équipe d'Italie.
Une fois les crampons raccrochés, c'est le tennis qui est sa nouvelle passion (classement 1/6). Là aussi, il est international (vétéran) et décroche un titre national avec le SU Agen